# Comalapa (El Salvador)
Comalapa é um município do departamento de Chalatenango, em El Salvador. Sua população estimada em 2007 era de 2 996 habitantes.